# Shadia Simmons
Shadia Simmons (Toronto, 28 giugno 1986) è un'attrice canadese.

## Biografia
Ha iniziato a recitare alla sola età di otto anni. Il suo primissimo film fu Moonlight & Valentino, dove interpretava la parte di Jenny Morrow, la figlia di un personaggio interpretato da Whoopi Goldberg.
Ha inoltre avuto dei ruoli in molti film Disney per la televisione. Simmons è apparsa in quattro serie televisive: Ace Lightning, My Best Friend is An Alien, La mia vita con Derek, e Strange Days at Blake Holsey High.

## Filmografia

### Cinema
- Moonlight & Valentino, regia di David Anspaugh (1995)

### Televisione
- Piccoli brividi (Goosebumps) – serie TV, episodi 1x10 (1996)
- Un capodanno d'amore (Holiday Affair), regia di Alan Myerson – film TV (1996)
- In His Father's Shoes, regia di Vic Sarin – film TV (1997)
- Color of Justice, regia di Jeremy Kagan – film TV (1997)
- Noddy – serie TV (1998)
- Disneyland – serie TV, episodi 2x14 (1999)
- Dear America: A Picture of Freedom, regia di Helaine Head – film TV (1999)
- Il colore dell'amicizia (The Color of Friendship), regia di Kevin Hooks – film TV (2000)
- Hai paura del buio? (Are You Afraid of the Dark?) – serie TV, episodi 7x13 (2000)
- Una culla per cinque (Quints), regia di Bill Corcoran – film TV (2000)
- The Sandy Bottom Orchestra, regia di Bradley Wigor – film TV (2000)
- Virtual Mom, regia di Laurie Lynd – film TV (2000)
- I Was a Sixth Grade Alien – serie TV, 13 episodi (2000)
- Zenon - La nuova avventura (Zenon: The Zequel), regia di Manny Coto – film TV (2001)
- The Zack Files – serie TV, 6 episodi (2001-2002)
- Too Young to Be a Dad, regia di Éva Gárdos – film TV (2002)
- Girlstuff/Boystuff – serie TV, episodi 2x5-2x6 (2002)
- Ace Lightning – serie TV, 29 episodi (2002-2004)
- Strange Days at Blake Holsey High – serie TV, 42 episodi (2002-2006)
- La mia vita con Derek (Life with Derek) – serie TV, 50 episodi (2005-2009)